# 1983 في المملكة المتحدة
فيما يلي قوائم الأحداث التي وقعت خلال عام 1983 في المملكة المتحدة.

## سياسة

### تعيين في المنصب
- 11 يونيو – نيكولاس رايدلي وزير الدولة للنقل [الإنجليزية]‏.
- 2 أكتوبر – جون سميث وزير الظل للدولة للعمالة [الإنجليزية]‏.
- 2 أكتوبر – نيل كينوك زعيم معارضة، زعيم حزب العمال.

### انتهاء فترة المنصب
- 6 يناير – جون نوت وزير الدفاع [الإنجليزية]‏.
- 11 يونيو – فرانسيس بيم، البارون بيم وزير الدولة للشؤون الخارجية وشؤون الكومنولث [الإنجليزية]‏.
- 2 أكتوبر – جون سميث وزير ظل الدولة لشؤون الطاقة وتغير المناخ [الإنجليزية]‏.
- 2 أكتوبر – نيل كينوك وزير ظل للتعليم [الإنجليزية]‏.

## رياضة
- 1 يناير – بطولة العالم للعدو الريفي 1983
- 1 يناير – بطولة ويمبلدون 1983

## ظهور
- 1 يناير – إلكترونيات صناعية

## أفلام
من الأفلام التي صدرت هذه السنة في المملكة المتحدة:
- 1 يناير – الأخطبوطي من إخراج جون جلان (مخرج أفلام).
- 1 يناير – صحراء من إخراج أندرو في. مكلاغلن.
- 1 يناير – مصفف الشعر من إخراج بيتر ييتس.
- 29 أبريل – شيء ما شرير يأتي من هذا الطريق من إخراج جاك كلايتون.
- 10 مايو – عيد ميلاد مجيد سيد لورانس من إخراج ناغيسا أوشيما.
- 17 يونيو – سوبرمان 3 من إخراج ريتشارد ليستير.
- 7 أكتوبر – لا تقل أبدا مرة اخرى من إخراج إيرفين كريشنر.
- 10 ديسمبر – غاندي من إخراج ريتشارد أتينبورو.
- 17 ديسمبر – كريستال الظلام من إخراج جيم هانسون، فرانك أوز.

## برامج ومسلسلات وأنمي
- السنافر

## كتب
من الكتب التي صدرت هذه السنة في المملكة المتحدة:
- 1 يناير – لعبة برلين من تأليف لين ديتون.
- 1 يناير – ووترلاند من تأليف غراهام سويفت.

## مواليد

### يناير
- 1 يناير – كالوم دافينبورت لاعب كرة قدم إنجليزي.
- 1 يناير – ميريام فرنسوا سيرا كاتبة بريطانية.
- 3 يناير – روس ادجار درّاج طريق من المملكة المتحدة.
- 13 يناير – جوليان موريس ممثل إنجليزي.
- 15 يناير – جيرمان بينانت لاعب كرة قدم بريطاني.
- 28 يناير – ريتشارد باكيت لاعب كرة قدم إنجليزي.
- 29 يناير – لي هاسكينز ملاكم من المملكة المتحدة.

### فبراير
- 16 فبراير – أجينيس دين
- 17 فبراير – سيليتا إيبانكس عارضة من المملكة المتحدة.
- 18 فبراير – تيرون ميرز لاعب كرة قدم إنجليزي.
- 18 فبراير – جيرمان جيناس لاعب كرة قدم إنجليزي.
- 18 فبراير – ديفيد فوغان لاعب كرة قدم ويلزي.
- 23 فبراير – إيميلي بلنت

### مارس
- 7 مارس – دين هاموند لاعب كرة قدم إنجليزي.
- 10 مارس – أنتوني كرولا ملاكم من المملكة المتحدة.
- 10 مارس – ريف سبال ممثل بريطاني.
- 23 مارس – جيروم توماس لاعب كرة قدم إنجليزي.
- 29 مارس – إد سكراين
- 29 مارس – جين أودونوجهي لاعبة كرة مضرب من المملكة المتحدة.

### أبريل
- 3 أبريل – بن فوستر لاعب كرة قدم إنجليزي.
- 4 أبريل – بين غوردن لاعب كرة سلة من المملكة المتحدة.
- 9 أبريل – كين سكوبسكي لاعب كرة مضرب بريطاني.
- 10 أبريل – بول غرين لاعب كرة قدم أيرلندي.
- 13 أبريل – ريكي بيرنز ملاكم من المملكة المتحدة.
- 13 أبريل – نيكول كوك درّاجة طريق من المملكة المتحدة.
- 14 أبريل – جيمس مكفادين لاعب كرة قدم بريطاني.
- 15 أبريل – مات كاردل
- 27 أبريل – ريتشارد بلومفيلد لاعب كرة مضرب بريطاني.
- 28 أبريل – روجر جونسون لاعب كرة قدم إنجليزي.

### مايو
- 1 مايو – أكاش بهاتيا ملاكم هندي.
- 6 مايو – ديف ريان
- 7 مايو – غاري أوكونور لاعب كرة قدم اسكتلندي.
- 7 مايو – نيل سوندرز لاعب كرة قدم من المملكة المتحدة.
- 9 مايو – برايان ويلسون لاعب كرة قدم من المملكة المتحدة.
- 14 مايو – سربل (مغني) مغني من المملكة المتحدة.
- 18 مايو – غاري أونيل لاعب كرة قدم إنجليزي.
- 18 مايو – لي ميلر لاعب كرة قدم بريطاني.
- 30 مايو – جينيفر إيليسون ممثلة وعارضة أزياء إنجليزية.
- 31 مايو – ليون هاسلام متسابق دراجات نارية من المملكة المتحدة.

### يونيو
- 9 يونيو – ثيودورا أميرة اليونان والدنمارك
- 17 يونيو – لي راين
- 19 يونيو – مارك سيلبي
- 23 يونيو – آرون براون لاعب كرة قدم بريطاني.
- 30 يونيو – شيريل كول

### يوليو
- 3 يوليو – كيرون أشارا لاعب كرة سلة من المملكة المتحدة.
- 6 يوليو – ديفيد برايس ملاكم من المملكة المتحدة.
- 14 يوليو – دونا مانسيل
- 21 يوليو – ستيوارت إيستون

### أغسطس
- 11 أغسطس – بيبا مان سائقة سيارة سباق من المملكة المتحدة.
- 18 أغسطس – كريس بويد لاعب كرة قدم بريطاني.
- 23 أغسطس – جيمس كولينز لاعب كرة قدم إنجليزي.
- 26 أغسطس – دارين جونز لاعب كرة قدم بريطاني.
- 30 أغسطس – كريس كومونز لاعب كرة قدم بريطاني.

### سبتمبر
- 6 سبتمبر – بيبا ميدلتون
- 7 سبتمبر – بوبس منساه بونسو لاعب كرة سلة بريطاني.
- 14 سبتمبر – إيمي واينهاوس
- 16 سبتمبر – آن كيوثافونج لاعبة كرة مضرب بريطانية.
- 20 سبتمبر – جوناثان والترز لاعب كرة قدم أيرلندي.
- 22 سبتمبر – أندي غراهام لاعب كرة قدم اسكتلندي.
- 25 سبتمبر – غلين موراي لاعب كرة قدم إنجليزي.

### أكتوبر
- 11 أكتوبر – برادلي جيمس ممثل إنجليزي.
- 12 أكتوبر – كارلتون كول لاعب كرة قدم إنجليزي.
- 12 أكتوبر – كيت بايبر
- 16 أكتوبر – كريس بالمر لاعب كرة قدم إنجليزي.
- 17 أكتوبر – فيليسيتي جونز
- 24 أكتوبر – في في براون

### نوفمبر
- 2 نوفمبر – لاورا مسارو لاعبة اسكواش من المملكة المتحدة.
- 4 نوفمبر – أندي باتلر لاعب كرة قدم إنجليزي.
- 8 نوفمبر – مايك وليامسون لاعب كرة قدم إنجليزي.
- 9 نوفمبر – مايكل تورنر لاعب كرة قدم بريطاني.
- 15 نوفمبر – فليكس لويس
- 16 نوفمبر – مارتن جثين
- 17 نوفمبر – هاري لويد ممثل إنجليزي.
- 18 نوفمبر – مايكل داوسون لاعب كرة قدم إنجليزي.
- 22 نوفمبر – بيتر راماج لاعب كرة قدم بريطاني.
- 23 نوفمبر – يان ميلر لاعب كرة قدم بريطاني.
- 24 نوفمبر – دين أشتون لاعب كرة قدم بريطاني.

### ديسمبر
- 9 ديسمبر – جيرماين بيكفورد لاعب كرة قدم إنجليزي.
- 12 ديسمبر – كريس بوتر لاعب كرة قدم إنجليزي.
- 13 ديسمبر – دايفيد فوكس لاعب كرة قدم بريطاني.
- 13 ديسمبر – ساتيا بهابها ممثل بريطاني.
- 15 ديسمبر – كاميلا لودينجتون
- 16 ديسمبر – دانييلي لويد
- 20 ديسمبر – غلين موريس لاعب كرة قدم إنجليزي.
- 20 ديسمبر – لوسي بيندر

## وفيات

### يناير
- 1 يناير – سيسيل بيرتش (مواليد 1901) فيزيائي بريطاني.
- 21 يناير – ألبرت داي (مواليد 1918) لاعب كرة قدم إنجليزي.

### مارس
- 15 مارس – ريبيكا ويست (مواليد 1892)

### أبريل
- 14 أبريل – إليزابيث لوتيانز (مواليد 1906) ملحنة بريطانية.
- 17 أبريل – فيليب دي (مواليد 1904) فيزيائي بريطاني.

### مايو
- 18 مايو – فرانك ايكن (مواليد 1898)
- 21 مايو – كينيث كلارك (مواليد 1903)
- 27 مايو – ديك وليامز (مواليد 1905) لاعب كرة قدم من المملكة المتحدة.

### يوليو
- 18 يوليو – دون كوكل (مواليد 1928) ملاكم من المملكة المتحدة.
- 29 يوليو – ديفيد نيفن (مواليد 1910)

### أغسطس
- 31 أغسطس – ديريك سوليفان (مواليد 1930) لاعب كرة قدم ويلزي.

### سبتمبر
- 29 سبتمبر – روي ألين (مواليد 1906) عالم اقتصاد بريطاني.

### أكتوبر
- 10 أكتوبر – رالف ريتشاردسون (مواليد 1902) ممثل إنجليزي.

### نوفمبر
- 8 نوفمبر – بيتي ناتال (مواليد 1911) لاعبة كرة مضرب من المملكة المتحدة.